# Черниговка (Гульрипшский район, Мерхеули)
Черниговка (груз. ჩერნიგოვკა) или Бароуаху (абх. Бароуаху) — село в Абхазии, в Гулрыпшском районе частично признанной Республики Абхазия, согласно административному делению Грузии — в Гульрипшском муниципалитете Абхазской Автономной Республики.

## Население
В 1959 году в селе Черниговка жило 393 человека, в основном русские (в Мерхеульском сельсовете в целом — 3076 человек, в числе которых грузины, армяне и русские). В 1989 году в селе жило 692 человека, в основном грузины и армяне.